# Fiat 124

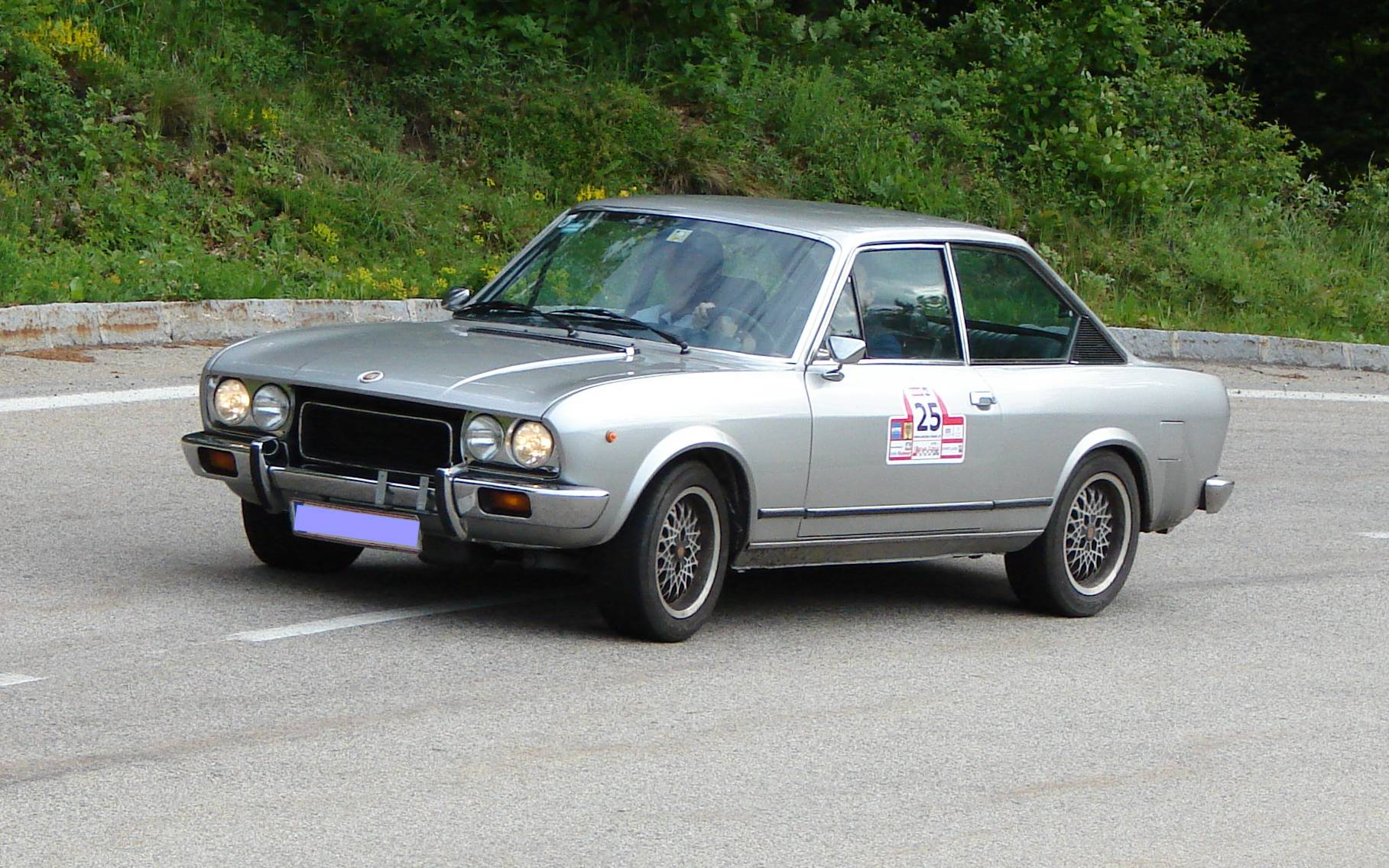
Fiat 124 coupé

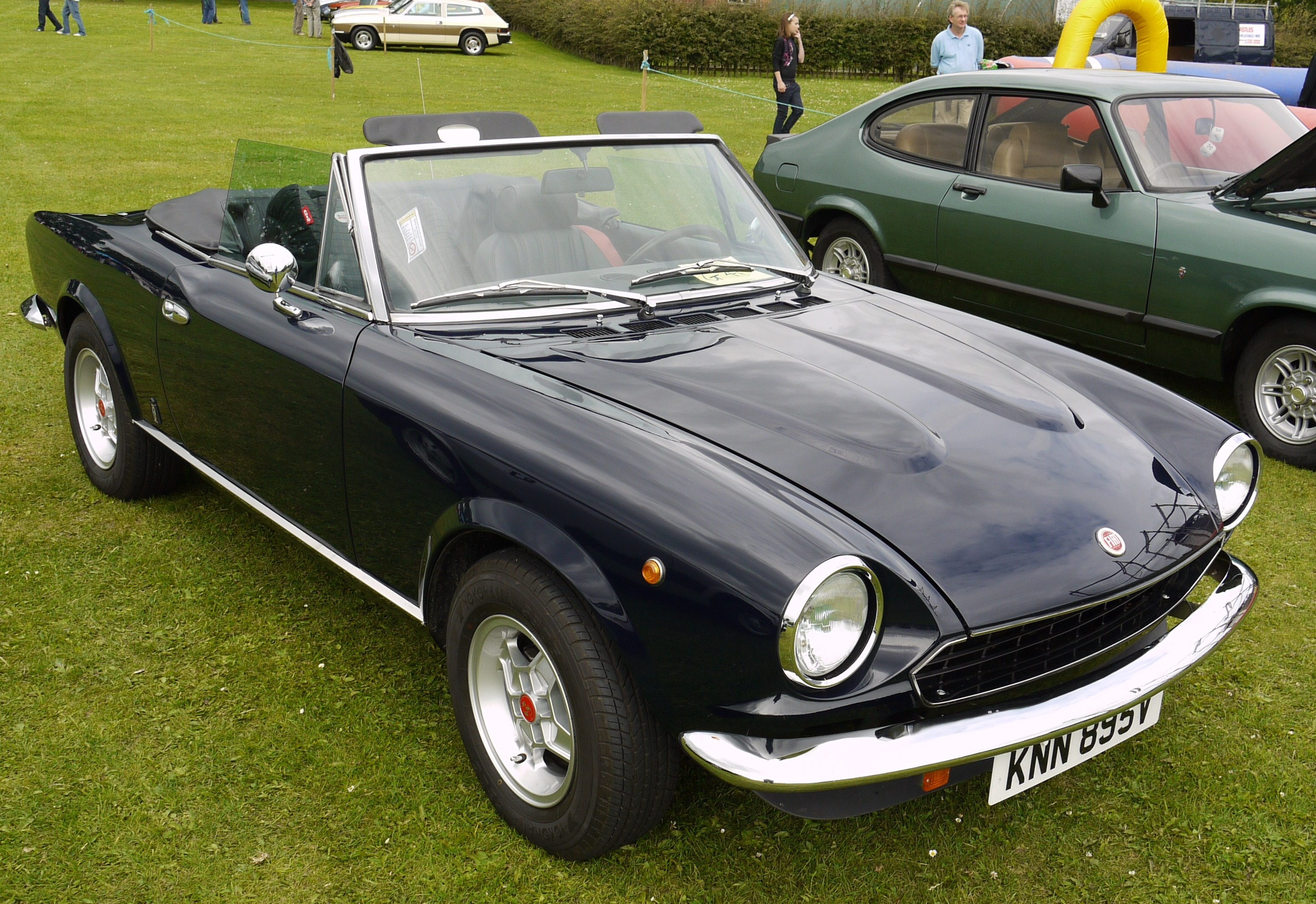
Fiat 124 Spider

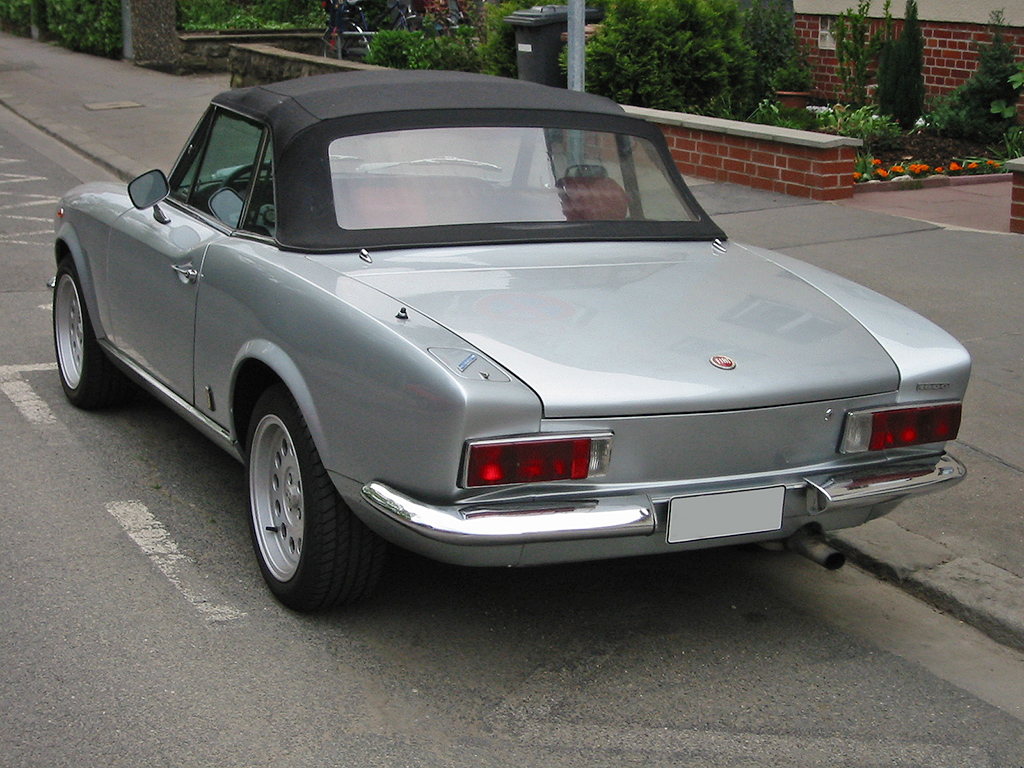
Vista posterior del Fiat 124 Spider

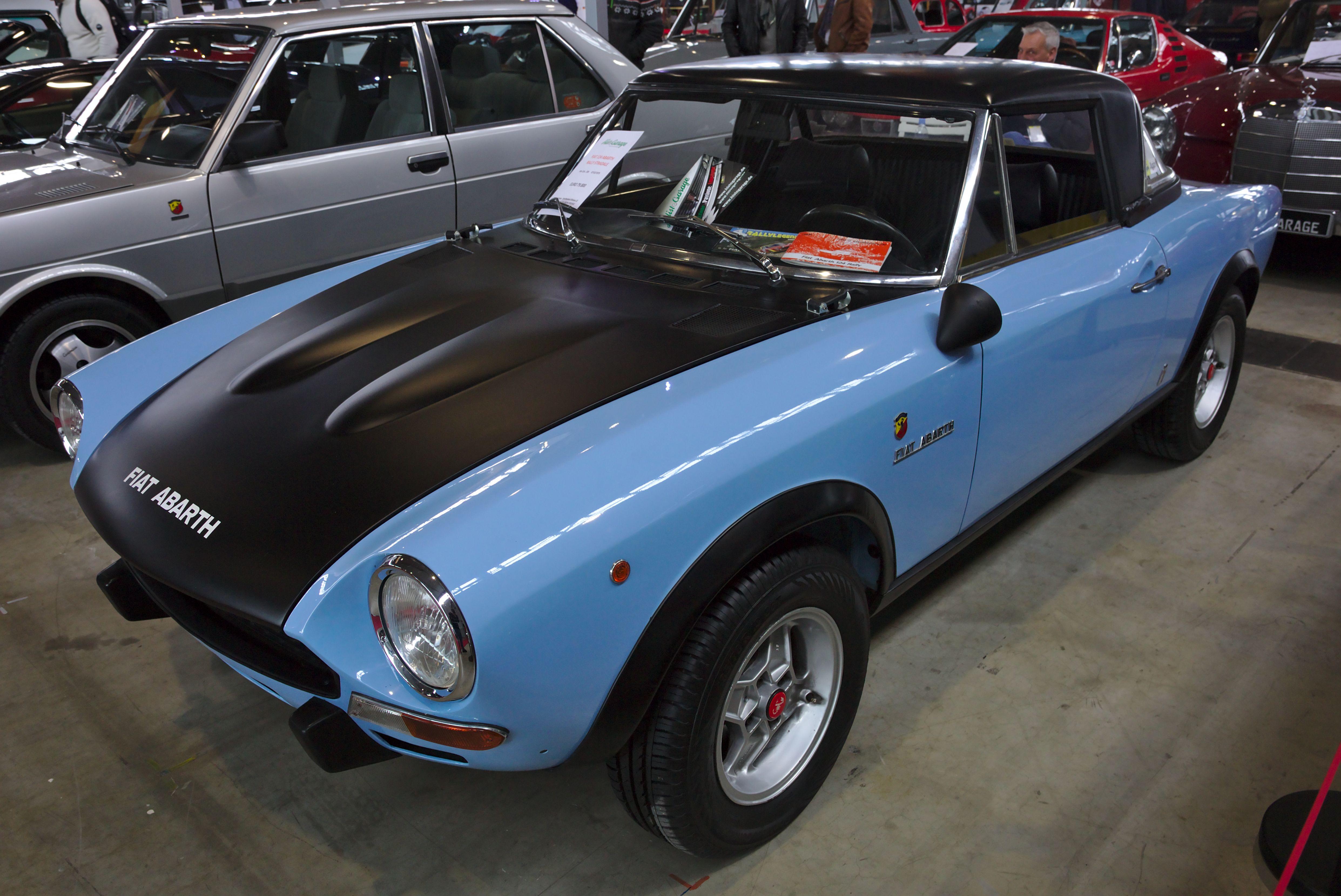
Fiat 124 Abarth Rally

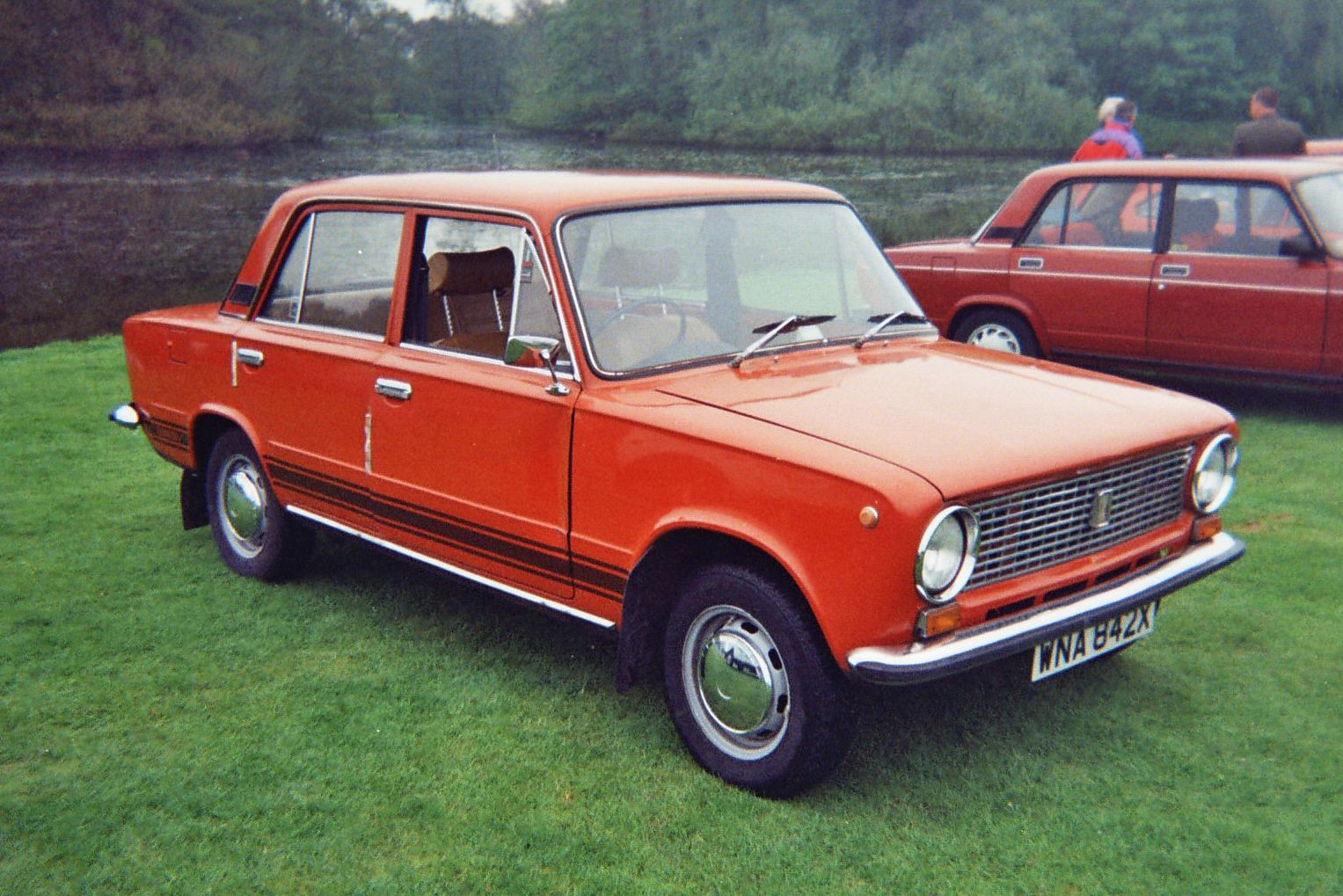
Lada 2101, versió russa del Fiat 124

El Fiat 124 és un dels automòbils dissenyats per FIAT els anys 60.
Quan es va presentar el 1966, el 124 es pretenia convertir-lo en el model de la petita burgesia italiana que provenint dels Fiat 1100 i Fiat 1300, demandava un cotxe més modern però igualment sòlid, fiable i segur.
Inicialment estava disponible en una sola versió de 4 portes. El 124 tot i ser un model completament nou, partia de solucions tècniques clàssiques (tracció posterior, eix posterior rígid tot i que amb molls i amortidors coaxials en compte de ballestes) i una línia de tres volums molt quadrada (moderníssima per tant segons els cànons de l'època). El motor, un quatre cilindres d'un sol arbre i 1197 cc de 60 CV acoblat a un canvi manual de 4 marxes permetia unes bones prestacions (145 km/h) i consums acceptables.
Pocs mesos després de la berlina es va presentar la versió familiar (mecànicament idèntica a la berlina, tret d'una relació de canvi més curta que afavoria l'acceleració a plena càrrega, però penalitzava la velocitat màxima en 5 km/h, la "Sport Coupé" (versió coupé dissenyada al centre de disseny Fiat) i la "Sport Spider" (amb la preciosa carrosseria de Pininfarina).
Tant el "Sport Coupé" com "Sport Spider", realitzats sobre el bastidor escurçat de la berlina, venien equipats amb un nou 4 cilindres de doble arbre que amb 1438 cc aconseguia una potència de 90 cv.
L'èxit de públic i crítica va ser immediat, tant que el 124 va guanyar el títol de Cotxe de l'any a Europa l'any següent a la seua presentació.
El 1968 és el torn del "124 Special" (només berlina). A més d'uns interiors més luxosos i algunes variacions estètiques (nou frontal amb 4 fars, nova sortida de ventilació al montant posterior, les manilles de les portes més arran de la carrosseria...), la versió Special portava un motor de 1438 cc (derivat del del Sport), però amb un sol arbre i 70 cv.
El 1969 la cilindrada del biarbre puja de 1438 a 1608cc i es munta al "Sport Coupé" (al qual se li canvia el frontal per un semblant al del Fiat Dino i la cua on els llums es fan més grans) i al Sport Spider que també rep una graella de ventilació major de niu d'abella per a permetre una millor refrigeració del nou motor que ara arriba a 110 cv.
El 1970 es va fer un lleu restilitzat de la berlina i el familiar (millores a l'interior, nova graella anterior, nous llums posteriors més grans...) i es va presentar la versió "Special T", disponible únicament com a berlina i amb una versió del motor biarbre de 1438 cc aquesta. L'última renovació es va fer el 1972.
Les modificacions estètiques de 1972 van ser lleus (nova graella anterior i les manilles com les del "Special") i van afectar únicament a la berlina base i la "Familiare". Els principals canvis van afectar els motors que van incrementar uns 5 cv de mitja a totes les versions. A les versions de 1197cc (ara amb 65 cv) i "Special T 1400" (1438 cc, 85cv), es va afegir la "Special T 1600", amb el motor biarbre de 1592cc (95cv) del Fiat 132.
També la versió "Sport" va patir un maquillatge exterior el 1972 (frontal i cua redissenyats, paraxocs més grossos i altres afegits de plàstic negre) i interior. Sembla haver consens en què aquests canvis no van fer d'aquesta tercera versió més atractiva que l'anterior.
Des del punt de vista tècnic la versió "Sport" també va evolucionar: el biarbre de 1608cc va ser substituït per dos nous motors amb la mateixa configuració, un de 1592 cc (108 cv) i un altre de 1756 cc (118cv). Les versions "1800" podien incorporar nua caixa de canvis de 5 velocitats.
El 1974 tots els 124 berlina,, "Familiar" i "Sport Coupé" es van deixar de fabricar en ser substituïts pel Fiat 131.
La versió "Sport Spider" es va continuar produint fins a 1975 per al mercat europeu. Entre 1975 i 1982 aquest descapotable es va continuar produint amb el nom de "Spideramerica", per al mercat dels Estats Units. La versió "America" tenia modificacions respecte a l'europea que ja no es comercialitzava per adaptar-se a la legislació nord-americana: paraxocs absorbents, llums posteriors més grans, i un motor més "net" (un biarbre de 1995cc, alimentat per injecció electrònica, que per respectar les normes antipol·lució es quedava amb sols 105 cv).
El 1982 la versió Spider va tornar també a Europa amb el nom de "Spidereuropa", acoblada i comercialitzada per Pinifarina. Era idèntica a la versió americana, tret d'alguns detalls com els paracops més petits.
El 1983 es va presentar la versió "Spidereuropa Volumex" que es distingia de la versió estàndard per l'adopció d'un compressor volumètric (que pujava la potència a 136 cv.), per la presència d'un carburador en compte d'injecció electrònica i per les llantes d'alumini de 15 polzades que muntaven pneumàtics de mesura 195/50.
Totes les versions Spider es van deixar de comercialitzar el 1987.

## El 124 fora d'Itàlia
El 124 va ser un dels primers models de la casa de Torí en ser produït a altres països gràcies a acords de llicència signats amb altres fabricants. A Espanya la SEAT va produir 888.688 unitats entre 1968 i 1980 del Seat 124, incloent la segona i tercera versió del "Sport Coupé" entre 1969 i 1975. Amb un frontal semblant al del Fiat 125 es va vendre com a Seat 1430. El 1975 es va presentar una versió reestilitzada, el 124D que fins i tot es va vendre a Itàlia a finals dels anys 70. Un altre acord molt important va ser el signat a la Unió Soviètica a partir del qual Lada va produir aquest model durant dècades com a Lada 2101, conegut popularment com a "Zigulì". D'aquest model s'han produït 15.000.000 d'unitats i encara es manté la fabricació.
Altres exemplars del Fiat 124 van eixir també de plantes situades a Bulgària i Turquia, en aquest cas com a TOFAS Murat. El 1986, vint anys després del seu llançament a Itàlia es va començar a fabricar per PREMIER a l'Índia amb la carrosseria del Seat 124D, en aquest cas amb un motor d'origen Nissan.